# Sabethes xenismus
Sabethes xenismus är en tvåvingeart som beskrevs av Ralph E. Harbach 1995. Sabethes xenismus ingår i släktet Sabethes och familjen stickmyggor. Inga underarter finns listade i Catalogue of Life.